# Władysław Jabłonowski (lekarz)
Władysław Jabłonowski herbu Prus I ps. „Genueńczyk” (ur. w 1841 w Grodzisku, zm. 9 stycznia 1894 w Burgasie) – polski lekarz i etnograf. Uczestnik powstania styczniowego, następnie pułkownik armii tureckiej. Brat historyka i publicysty Aleksandra Jabłonowskiego.

## Życiorys
W 1861 udał się do Włoch, gdzie przez trzy miesiące służył w legionie węgierskim gen. Türra. Uczęszczał potem do Polskiej Szkoły Wojskowej w Cuneo. Na polecenie Ludwika Mierosławskiego powrócił do kraju, gdzie przygotowywał działania zbrojne.
W czasie powstania styczniowego został mianowany naczelnikiem powiatu węgrowskiego i okręgu sokołowskiego. Wraz z Janem Matlińskim zorganizował obóz wojskowy pod Węgrowem.
3 lutego 1863 w czasie bitwy pod Węgrowem osobiście poprowadził atak kosynierów na armaty rosyjskie. Ranny, wycofał się z 800 powstańcami w rejon Siemiatycz. 7 lutego w czasie bitwy pod Siemiatyczami przybył za późno z odsieczą, czym przyczynił się do polskiej przegranej. Rozwiązał swój oddział i udał się w rejon Dąbrowy Górniczej, skąd przez Olkusz wycofał się do Krakowa. Został adiutantem Mariana Langiewicza, z którym odbył cały jego szlak bojowy. Studia medyczne ukończył w Wiedniu.
Po powstaniu styczniowym wraz z bratem znalazł się w służbie tureckiej. W lutym 1866 r. wyjechał do Turcji, gdzie w listopadzie zdał colloquium przed specjalną komisją lekarską Armii Tureckiej i otrzymał przydział do garnizonu w Bagdadzie. W 1867 r. wyjechał do Iraku, gdzie został komendantem szpitala w Kirkuku. W tym samym roku został przeniesiony do Diwanii, a w 1868 r. – do Mosulu. W 1870 r. osiadł na stałe w Bagdadzie.
Wraz z bratem odbył wiele podróży po Mezopotamii, zwiedzając ruiny Babilonu, a także Karbalę, jedno ze świętych miast szyitów. Zgromadził wielki zielnik, systematycznie uzupełniany w kolejnych miejscach służby. Uwagi etnograficzne zamieścił zaś w pamiętniku (około 6000 stron), który do tej pory nie został wydany w całości. Fragmenty zostały opublikowane w 1967 r. w opracowaniu Józefa Fijałka pt. Pamiętniki z lat 1851–1893 (Wrocław 1967).
W 1875 r. porzucił służbę wojskową i zajął się urządzaniem balneologicznego zakładu leczniczego w Bursie. Po wybuchu wojny rosyjsko-tureckiej (1877) wstąpił ponownie do służby wojskowej i przebywał w Armenii oraz na wybrzeżu anatolijskim Bosforu. Po zawarciu pokoju został przeniesiony do Albanii, gdzie w 1880 r. położył wielkie zasługi przy likwidacji epidemii cholery.
W 1881 r. wystąpił z wojska i objął posadę lekarza przy kopalni marmuru i boracytu w Sułtan-Czaira (nad Morzem Marmara). W tym samym roku został powołany przez władze tureckie na delegata Międzynarodowej Komisji Sanitarnej na Wschodzie z siedzibą w Konstantynopolu. W czasie epidemii dżumy wyruszył w 1884 r. nad Tygrys do miasta As-Sulejmanija na granicy Iranu, skąd wyjeżdżał do najbardziej zagrożonych obszarów. Za te działania otrzymał dwa wysokie odznaczenia tureckie i perskie oraz osobiste podziękowania sułtana i szacha.
W 1886 r. z inicjatywy Międzynarodowej Komisji został lekarzem kwarantanny w Skutari (Albania), a od 1888 r. w Burgasie (Bułgaria). Pomimo ogromu zajęć prowadził także badania botaniczne i archeologiczne. Przesyłał również do polskich czasopism liczne korespondencje z odwiedzanych krajów. Publikował też w czasopismach specjalistycznych, głównie w „Przeglądzie Lekarskim”, liczne artykuły dotyczące służby zdrowia w Turcji (Przyczynki do epidemiologii Wschodu, Szkice sanitarne z Persji, Zaraza morowa i cholera na Wschodzie, Służba zdrowia w wojsku tureckim).
Swoje zbiory archeologiczne i etnograficznie przekazał Akademii Umiejętności.